# Ошмянский уезд
Ошмя́нский уе́зд (бел. Ашмянскі павет) — административная единица в составе Виленской, Литовской и Литовско-Виленской губерний, существовавшая в 1795—1920 годах. Центр — город Ошмяны.

## История
Ошмянский уезд в составе Виленской губернии Российской империи был образован в 1795 году на территории, отошедшей к России в результате 3-го раздела Речи Посполитой. В 1797 году уезд вошёл в состав Литовской губернии, в 1801 — в состав Литовско-Виленской (с 1840 — Виленской).

В «Военно-статистическом обозрении Российской империи. Том IX. Часть 2. Виленская губерния»: Ошмянский уезд описывается следующим образом:
«Ошмянский уезд разделяется на 4 стана; государственные имения на 7 волостей. Становые пристава помещаются: 1-го стана — в м. Жупранах, 2-го в м. Сморгонь, 3-го в м. Дзевенишах, 4-го в Воложине, волостные управления: в г. Ошмянах, в м. Дзевенишках, Трабах, Бакштах, Лоше, Креве и Сморгонах; в них всего 11 740 душ мужского пола».

## Население
По данным приходских списков 1857 года в уезде проживало 128,666 тыс. чел. В том числе литовцы — 50,6 % , белорусы — 21,3 % , поляки — 16,0 %.
По данным переписи 1897 года в уезде проживало 233,6 тыс. чел. В том числе белорусы — 80,0 %; евреи — 12,1 %; литовцы — 3,7 %; русские — 2,3 %; поляки — 1,7 %. В уездном городе Ошмяны проживало 7214 чел.

## Административное деление
В 1890 году в состав уезда входило 23 волости:
| № п/п | Волость       | Волостное правление | Число селений | Население |
| ----- | ------------- | ------------------- | ------------- | --------- |
| 1     | Бакштанская   | с. Бакшты           | 52            | 4984      |
| 2     | Беницкая      | м. Беница           | 82            | 6198      |
| 3     | Вишневская    | м. Вишнево          | 76            | 7985      |
| 4     | Воложинская   | м. Воложин          | 86            | 8931      |
| 5     | Гольшанская   | м. Гольшаны         | 53            | 5914      |
| 6     | Граужишская   | с. Граужишки        | 66            | 5187      |
| 7     | Девенишская   | м. Девенишки        | 106           | 7379      |
| 8     | Деревнинская  | м. Деревная         | 22            | 3923      |
| 9     | Зебрезская    | с. Забрезье         | 69            | 7398      |
| 10    | Ивейская      | м. Ивье             | 42            | 8492      |
| 11    | Кревская      | м. Крево            | 86            | 6956      |
| 12    | Куцевичская   | с. Куцевичи         | 64            | 4999      |
| 13    | Липнишская    | м. Липнишки         | 45            | 7732      |
| 14    | Лугомовичская | с. Лугомовичи       | 36            | 6811      |
| 15    | Налибокская   | м. Налибоки         | 23            | 5275      |
| 16    | Полочанская   | д. Полочаны         | 46            | 4559      |
| 17    | Полянская     | с. Поляны           | 157           | 9890      |
| 18    | Сморгоньская  | м. Сморгонь         | 62            | 7478      |
| 19    | Сольская      | м. Солы             | 95            | 6850      |
| 20    | Субботникская | м. Субботники       | 42            | 5343      |
| 21    | Седлисская    | д. Пироганцы        | 55            | 4709      |
| 22    | Трабская      | м. Трабы            | 63            | 5125      |
| 23    | Юратишская    | м. Юратишки         | 63            | 5569      |

В 1913 году в уезде также было 23 волости.

## Населённые пункты
По переписи 1897 года наиболее крупные населённые пункты уезда:
| - местечко Сморгонь - 8908 чел.; - город Ошмяны - 7214 чел.; - местечко Воложин - 4534 чел.; - местечко Ивье - 3653 чел.; - местечко Вишнево - 2650 чел.; - местечко Крево - 2201 чел.; - местечко Гольшаны - 2183 чел.; | - местечко Дзевенишки - 1710 чел.; - местечко Налибоки - 1683 чел.; - село Бакшты - 1461 чел.; - местечко Липнишки - 1377 чел.; - деревня Забрезье - 1245 чел.; - местечко Трабы - 1183 чел.; - село Дубина (Юрздыка) - 1023 чел.; |